# Жеґари
Жеґари (пол. Żegary) — село в Польщі, у гміні Сейни Сейненського повіту Підляського воєводства.
Населення — 165 осіб (2011).
У 1975-1998 роках село належало до Сувальського воєводства.

## Демографія
Демографічна структура станом на 31 березня 2011 року:
|          | Загалом | Допрацездатний вік | Працездатний вік | Постпрацездатний вік |
| -------- | ------- | ------------------ | ---------------- | -------------------- |
| Чоловіки | 72      | 11                 | 49               | 12                   |
| Жінки    | 93      | 15                 | 57               | 21                   |
| Разом    | 165     | 26                 | 106              | 33                   |